# エントロピック重力

ヴァーリンデ(Verlinde)の重力の統計力学的記述、ニュートンの万有引力の法則、古典的な物体の間に働く力は距離の二乗に反比例するを正しくエントロピック重力は導くことができる。

エントロピック重力（エントロピックじゅうりょく、Entropic gravity）または創発的重力（そうはつてきじゅうりょく、emergent gravity）は、現代物理学の理論であり、重力をエントロピックな力として記述する。エントロピックな力は、（電磁気力の光子や強い核力のグルーオンのような）場の量子論やゲージ理論を媒介とした基本相互作用ではなく、物理系のエントロピーを増加させようとする傾向の確率論的な結果のことを言う。この提案は、物理学会で論争されていて、重力の熱力学的性質の研究の新しい方向を呼び起こした。

## 起源
重力の確率論的な記述は、少なくとも1970年代中期のヤコブ・ベッケンシュタイン(Jacob Bekenstein)とスティーヴン・ホーキング(Stephen Hawking)のブラックホールの熱力学まで遡る歴史を持っている。これらの研究は、重力と熱の振る舞いを記述する熱力学の深い繋がりを示唆している。1995年、テオドール・ジャコブソン(Theodore Jacobson)は、相対論的重力を記述するアインシュタイン方程式が、等価原理と一般的な熱力学を結びつけることにより、導出できることを示した。 その後、他の物理学者は、著名なのはタヌー・パドマナブハン(Thanu Padmanabhan)であるが、重力とエントロピーのあいだの繋がりを探求し始めた。

## エリック・ヴァーリンデの理論
2009年にエリック・ヴァーリンデ(Erik Verlinde)は、エントロピックな力として重力を記述する概念的なモデルを開示した。 2010年1月6日に、彼はOn the Origin of Gravity and the Laws of Newtonというタイトルの29ページの論文をプレプリントとして出版した。 この論文は、2011年4月にはJournal of High Energy Physicsに掲載された。 その論理は300年以上の論理をひっくり返すような論理で、重力は「物質の位置に関連付く情報」の結果である」と議論している。このモデルは、ジェラルド・トフーフトのホログラフィック原理を持つ重力と熱力学的アプローチを結びつけている。これは、重力は基本相互作用ではなく、ホログラフィックスクリーン上にエンコードされたマイクロスコピックな自由度の統計的振る舞いから創り出された現象であることを意味している。論文は、科学界からの様々な反応を引き起こした。ハーバード大学の弦理論の研究家アンドリュー・ストロミンジャー(Andrew Strominger)は、「それは誤りであるという人もいれば、それは正しいがもう分かっていることだよという人もいる。つまり、それは正しくて深く、正しくて自明なことである」と。
2011年7月、ヴァーリンデはさらに発展させたアイデアであるダークマターの起源についての説明ができるのではとの考えを、the Strings 2011 conferenceで提案した。
ヴァーリンデの論文は、多くのマスメディアの注目を集め、宇宙論のフォローアップ記事、ダークエネルギー、宇宙の加速度的膨張(cosmological acceleration)、宇宙のインフレーション やループ量子重力理論 についてもすぐに書かれることとなった。また、ある特別なマイクロスコピックモデルが、実際、大きなスケールで現れるエントロピック重力をもたらすことを示したものもある。

## 批判と実験的検証
ヴァーリンデにより提案されたエントロピック重力理論は、アインシュタイン方程式を再現し、ニュートン近似では重力の 1/r ポテンシャルも再現する。とはいえ現時点において、この理論はニュートン力学や一般相対論を超える新しい物理的な予測をするわけではないため、この理論を既存の実験的方法によって反証することはできない。
それでも現段階の形のエントロピック重力は、正式な根拠を強く批判されている。ニュージーランドのウェリントン大学の数学教授のマット・ヴィッサー(Matt Visser)は、「Conservative Entropic Forces」の中で、一般のニュートン力学の場合の保存力をモデル化する試みの中から（つまり、任意のポテンシャルと無制限の数の離散的な質量）、要求されているエントロピーが非物理的な要求であることを導き、異なる温度の熱浴の不自然な数値を意味することを導いた。ヴィッサーは次のように結論付けている。
エントロピック重力が物理的な現実であることについて合理的な疑いがあり、また、古典的（準古典的）一般相対論が熱力学に密接に関係しているということについて合理的な疑いがある [52–55]。ヤコブソン(Jacobson) [1-6] やタヌー・パドマナブハン(Thanu Padmanabhan) [7– 12] や他の仕事に基づいても、完全な相対論のアインシュタイン方程式が導出可能であるとする熱力学的解釈も疑うにたる合理的な理由がある。ヴァーリンデの特別な提案 [26] はどこでも基本に近いということは理解できない --- ヴァーリンデの設定のような n-体のニュートン重力を正確に再現することを必要とする、むしろバロック的な構成は、暫く止めておく。
エントロピック重力の見方からアインシュタインの方程式を導出するため、タワー・ワン(Tower Wang)は、Modified entropic gravity revisited で、エネルギーモーメント保存と宇宙の等質性と等方性の意味は、厳しくエントロピック重力のポテンシャル的な変形を制限するし、そのうちのいくつかはアインシュタイン方程式のエントロピックモデルの特異性を持つことを超えた一般化に既に使われていることを示した。ワンは、次のように主張している。
ここに示したように、(2)の形の変形されたエントロピック重力（理論）は、完全に殺さないまでも、非常に狭い部屋を、エネルギーモーメント保存を確認し、等質で等方的な宇宙へ適用しようとするものである。

### エントロピック重力と量子コヒーレンス
他にも、エントロピック重力に対しては、エントロピックな過程は量子コヒーレンス(quantum coherence)を破るはずという見方からの批判がある。最近の地球の重力場内の極度に冷やした中性子の実験では、重力がいかなるデコヒーレント要素も持たない保存ポテンシャル場であると考えられるシュレディンガー方程式が予言することと全く同じく、中性子が異るレベルにあることが示されている。アーチル・コバキッゼ(Archil Kobakhidze)は、この結果がエントロピック重力の反証であることに、賛成している。